# どすこい羅頭魔勢
どすこい羅頭魔勢（どすこいらずまぜ）は、ジョージアの総合格闘家。フリーランス。元DEEPメガトン級王者。レヴァン・ラズマゼとも表記される。
その巨体から繰り出される強烈なパンチと、柔道仕込みのテイクダウン力が武器。

## 来歴
柔道で100kg級ジョージアチャンピオンとなった。
2011年1月30日、GLADIATORでソン・ヘソクと闘い1RTKO勝利。デビュー戦を白星で飾った。
DEEPメガトン級王者次期挑戦者決定トーナメント「ANNIHILATE!杯」にエントリーし、同年4月24日のclub DEEPで亮太にアームバーで一本勝ちし、決勝戦進出。同年6月24日のDEEPで誠悟と闘い、右アッパーで1RTKO勝利し、トーナメント優勝。DEEPメガトン級王座の挑戦権を獲得した。
2011年8月26日、DEEP 55 IMPACTのメガトン級タイトルマッチで田澤和久と対戦。試合開始から終始パンチで圧倒し続け、最後はグラウンド状態からV1アームロックを極め、わずか試合開始から1分29秒で一本勝ちを収め王座獲得に成功した。羅頭魔勢の試合にはグルジア人力士である臥牙丸勝、栃ノ心剛も応援に駆けつけた。

## 戦績
| 総合格闘技 戦績 | 総合格闘技 戦績 | 総合格闘技 戦績 | 総合格闘技 戦績 | 総合格闘技 戦績 | 総合格闘技 戦績 | 総合格闘技 戦績 |
| --------------- | --------------- | --------------- | --------------- | --------------- | --------------- | --------------- |
| 5 試合          | (T)KO           | 一本            | 判定            | その他          | 引き分け        | 無効試合        |
| 5 勝            | 3               | 2               | 0               | 0               | 0               | 0               |
| 0 敗            | 0               | 0               | 0               | 0               | 0               | 0               |

| 勝敗 | 対戦相手     | 試合結果                  | 大会名                                                                  | 開催年月日    |
| ○    | 野地竜太     | 1R 3:16 腕ひしぎ十字固め  | DEEP 57 IMPACT 〜12年目の現実〜 【DEEPメガトン級タイトルマッチ】        | 2012年2月18日 |
| ○    | 田澤和久     | 1R 1:29 V1アームロック    | DEEP 55 IMPACT 【DEEPメガトン級タイトルマッチ】                         | 2011年8月26日 |
| ○    | 誠悟         | 1R 3:21 TKO（右アッパー） | DEEP 54 IMPACT 【ANNIHILATE!杯 決勝】                                   | 2011年6月24日 |
| ○    | 亮太         | 1R 0:56 アームバー        | 東日本大震災チャリティー興行 CLUB DEEP in DIANA 【ANNIHILATE!杯 1回戦】 | 2011年4月24日 |
| ○    | ソン・ヘソク | 1R 4:23 TKO（タオル投入） | GLADIATOR 13                                                            | 2011年1月30日 |

## 獲得タイトル
- ANNIHILATE!杯 優勝（2011年）
- 第3代DEEPメガトン級王座（2011年）